# Pardalisca tenuipes
Pardalisca tenuipes är en kräftdjursart som beskrevs av Georg Ossian Sars 1893. Pardalisca tenuipes ingår i släktet Pardalisca och familjen Pardaliscidae. Arten är reproducerande i Sverige. Inga underarter finns listade i Catalogue of Life.